# 朝吹ケイト
朝吹 ケイト （あさぶき けいと、1962年7月3日 - ）は、日本の女優・AV女優。

## 略歴・人物
大学在学中の1982年ににっかつ配給の成人映画『女子大生の下半身 な〜んもしらん親』でデビュー。ロマンポルノを中心に活躍。しかし、成人映画の衰退と共にアダルトビデオへ活動の主体を移し、真性挿入を行うなどAVの世界で精力的に活動した。

## 出演作品

### 成人映画
- 女子大生の下半身 な〜んも知らん親 （1982年12月24日、にっかつ）
- 襲われる女教師 （1983年2月4日、にっかつ）
- 乳首にピアスをした女 （1983年4月25日、にっかつ）
- お嬢さんの股ぐら （1983年9月16日、にっかつ）
- ファイナル・スキャンダル 奥様はお固いのがお好き （1984年3月2日、にっかつ）
- 下半身症候群 （1984年2月3日、にっかつ）
- スチュワーデス・スキャンダル 獣のように抱きしめて （1984年3月16日、にっかつ）
- トルコ48時間 （1984年4月6日、にっかつ）
- 宇能鴻一郎の伊豆の踊子 （1984年5月25日、にっかつ）
- 踊る乳房 （1984年7月13日、にっかつ）
- 女子大生 温泉芸者 （1984年12月8日、にっかつ）
- 愛染恭子の未亡人下宿 （1984年12月22日、にっかつ）
- スワップ診察室 密しぶき （1986年2月22日、にっかつ）
- 朝吹ケイト お固いのがお好き （1993年12月23日、エクセスフィルム）
- 人妻発情期 不倫まみれ （1999年4月29日、エクセスフィルム）
- 馬を飼う人妻 （2001年6月15日、エクセスフィルム）

### アダルトビデオ
- 朝吹ケイトの碧い体験 PART-1 LET'S マリン LOVE （1983年8月16日、にっかつ）
- 覗き部屋の女 （1983年8月16日、にっかつ）
- 朝吹ケイトの碧い体験 PART-2 BODY スペシャル NIGHT （1983年、にっかつ）
- 覗き部屋の女 2 （1984年4月10日、にっかつ）
- ルンルンオナニー 秘肉の香り （1984年5月21日、ジャパンホームビデオ）
- 新任教師 性夢の調べ （1985年、ファイブスター）
- 白衣の堕天使 （1985年、グラフィティジャパン）
- ジェラシー幻夢 （1985年、ムッシュ企画）
- 挑発本番 （1986年、ファイブスター）
- 夜の診察室 「はいるわ!」 （1986年、ファイブスター）
- 引き裂かれた下半身 （1986年、新東宝）
- MY SECRET （1988年4月14日、クリスタル映像）
- 顔面シャワーエレクト10 PART.7 （1988年6月30日、クリスタル映像） - 総集編 他出演:井上可菜、梶原恭子、青木琴美、篠原さゆり、奈月恵子、柴田朝子、南条由美、亜里沙、いじり魔子
- KAGEKI 17 Eカップ伝説 2 （1988年、ファイブスター） - 総集編 他出演:藤あかね、雨野夕紀、立原友香、西麻美、山本志保、村上レイ
- 桃色パニック 3 （1988年、新東宝） - 総集編 他出演:中沢慶子、青木祐子、中島みき、久富ユキ
- 100人のマドンナ PART.2 （1991年、笠倉出版社） - 総集編 他出演:岡本かおり、水木彩、槙野しおり、滝川真子、冴島奈緒、東清美、椎名りか、中原絵美、渡辺羊香、城源寺くるみ、小林里穂、杉田かおり、斉藤唯、杉本未央 他
- 夢で逢いましょう （1993年8月21日、KUKI） - 共演:立野しのぶ、高野ひとみ、観月マリ、綾乃、黒沢あゆみ ナレーション:牧本千幸
- 淫獣診察室 極太注射は効きすぎる! （1993年8月30日、エイトマン） - 共演:石原めぐみ、奥山香
- キャッツアイ （1993年9月30日、KUKI）
- 女教師 乱れ泣き 濡れた放課後 （1994年4月24日、エイトマン） - 共演:美里真理、浅倉舞、松本コンチータ、村上憂里
- 女教師 果肉のしたたり 前編 柔肌で教えて （1994年6月15日、ファイブスター） - 共演:美里真理、藤谷しおり、新堂有望、原恵美子
- 女教師 果肉のしたたり 後編 淫らな果実 （1994年、ファイブスター） - 共演:美里真理、藤谷しおり、新堂有望、原恵美子
- お宝ガールズ 1985年〜1990年度版 （2001年、クリスタル映像） - 総集編 他出演:浅倉ケイ、樹まり子、浅井理恵、青木琴美、森村あすか、林由美香、中ひろみ、瀧口裕美、沙羅樹、滝川真子、早見瞳、藤木流花、黒木香、松友伊代

他多数出演

### オリジナルビデオ
- AVナース物語 （1993年11月5日、ココナッツボーイ・プロジェクト）
- 最後の馬券師 2 （1994年3月25日、ケイエスエス）
- 官能小説夫人 人妻・秘密の告白 （1999年2月19日、レジェンド・ピクチャーズ）
- 団鬼六 痴態 （1999年11月12日、ケイケイエス）
- 雛形な若妻 （2001年8月22日、ジャンク）
- 夫だけには知られたくない 魅惑の人妻スペシャル （2001年10月6日、レジェンド・ピクチャーズ）

### イメージビデオ
- Tropical Hi-Noon （1983年 、レーザーディスク株式会社）…共演:植村マリ、聖みか、しま香

### テレビドラマ
- 火曜サスペンス劇場 『美しい殺意』 （1985年6月、日本テレビ）
- 月曜ドラマランド 『長谷川町子の（新）いじわる看護婦』 （1985年9月、フジテレビ）

## 書籍

### 写真集
- やる。 朝吹ケイト誘惑写真集 （1985年7月、近代映画社、撮影:谷口征）
- 朝吹ケイト写真集 （1985年7月、近代映画社、撮影：谷口征）
- 浮世草子 朝吹ケイト緊縛写真集 （1995年11月日、北欧書房、撮影:田中欣一）